# Dwadzieścia pensów (moneta brytyjska)
Dwadzieścia pensów – brytyjska moneta wprowadzona do obiegu w 1982 roku. Moneta wybijana jest z miedzioniklu. Awers monety przedstawia podobiznę brytyjskiej królowej Elżbiety II.